# Erateina praeacuta
Erateina praeacuta är en fjärilsart som beskrevs av Max Joseph Bastelberger 1908. Erateina praeacuta ingår i släktet Erateina och familjen mätare. Inga underarter finns listade i Catalogue of Life.